# Castell de Sant Julià
|  | No s'ha de confondre amb Castell de San Julián (Cartagena). |

El Castell de Sant Julià de Ramis és un castell del municipi de Sant Julià de Ramis (Gironès) declarat bé cultural d'interès nacional.

## Descripció
La fortificació segueix les pautes del sistema defensiu ideat per Séré de Rivières, essent una gran bateria d'artilleria elevada sobre una línia de foc reservada a la infanteria i protegida per caponeres i galeries espitllerades. El sector artillat es distribueix en tres bateries, amb un total de catorze emplaçaments a barbeta per a peces de campanya, que mai van ser instal·lades, i els seus corresponents rebost-través, on s'hi podien resguardar les peces. El conjunt de l'edificació presenta una planta trapezoidal, amb un perímetre d'uns 660 metres, i envoltada per un fossat amb contraescarpa de maçoneria. La façana principal és al costat oest, on es conserva l'accés principal. El sistema defensiu se centrava en el fossat, que constituïa un excel·lent caponera completa en el front nord i una mitja caponera a l'est; la caponera de gola fou destruïda possiblement en finalitzar la Guerra del 1936-39 o poc després.

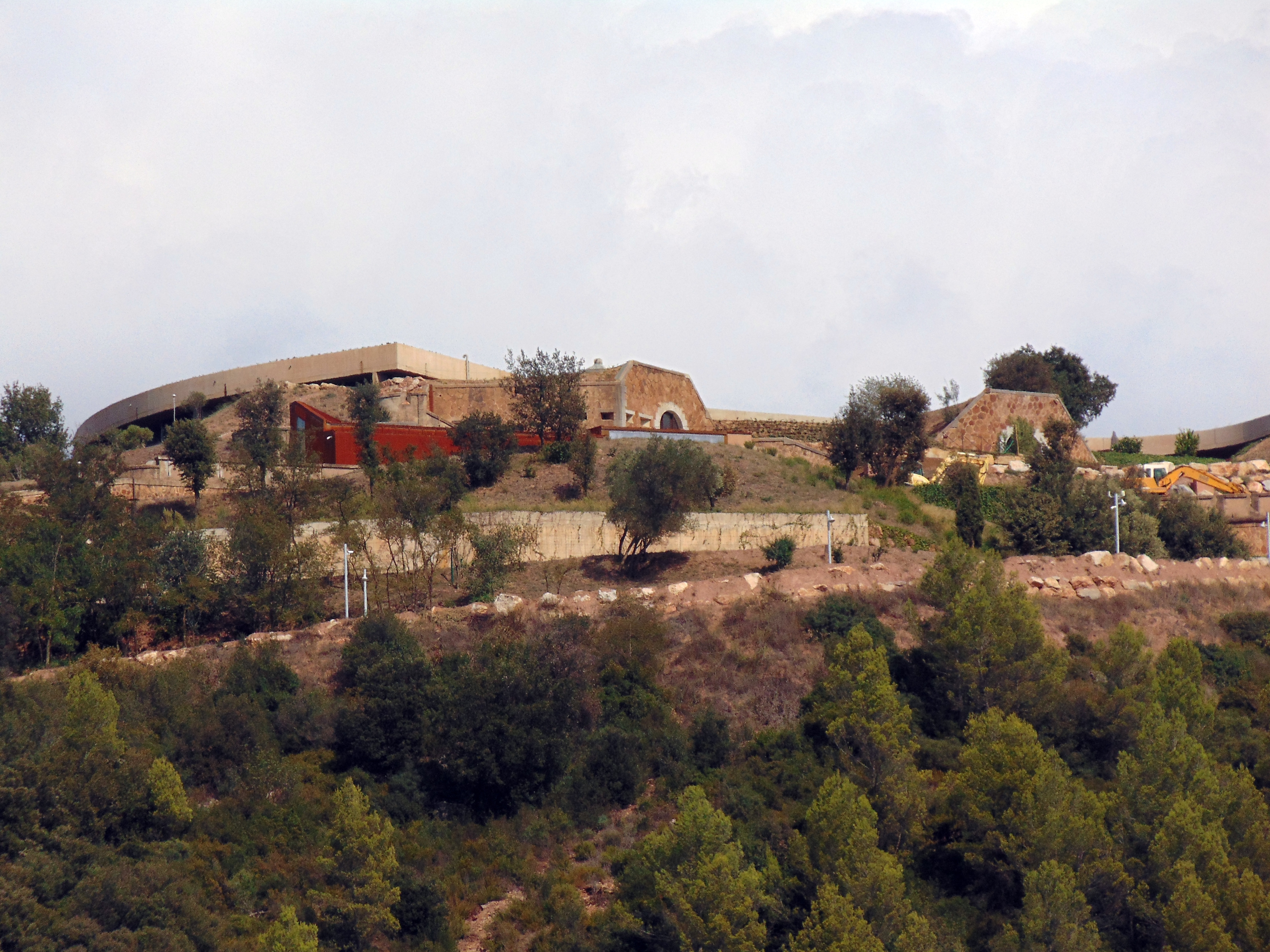

Totes les dependències se situen sota el rasant del terreny, distribuïts en tres nivells comunicats per un important entramat de corredors, galeries i escales. Es tracta d'uns 40 habitacles, utilitzats per casernes, cavallerisses, intendència, latrines, infermeria, pavelló d'oficials, etc.. Els corredors són coberts pel voltes de canó i espitllerats.
Entre les estructures visibles per sobre al rasant actual, a banda dels murs principals, destaquen els accessos de volta el·líptica i el pas de ronda parapetat amb merlets.

## Història
Després de la derrota de França contra l'imperi alemany, l'any 1870, de la nova situació geopolítica que comportà, i de la nova tecnologia militar desenvolupada, especialment l'artilleria ratllada, que representà una revolució en la precisió i potència destructiva de l'armament, els sistemes defensa de l'època quedaren obsolets i generà un nou model prenent com a referència a les defenses projectades pel general Séré de Rivierés. Al regne espanyol, en aquest context, es va decidir fortificar els principals passos pirinencs mitjançant forts d'aquestes característiques, l'únic del qual a Catalunya és de Sant Julià de Ramis.
Aquesta fortificació fou iniciada l'any 1893 però no fou finalitzada fins al 1912, i fins al 1916 no va disposar de guarnició. Després de la Guerra Civil, fou utilitzada com a dipòsit d'armament recollit en la zona de Girona i després com a dipòsit de munició. L'any 1963 fou clausurat i l'any 1991 fou venut pel Ministeri de Defensa a una societat mercantil que no hi ha realitzat pràcticament cap actuació, restant avui dia en estat d'abandonament.
Aquesta fortificació constitueix l'única mostra a Catalunya de les fortificacions de finals del segle XIX. Les fortificacions d'època moderna havien quedat obsoletes davant el desenvolupament de la tecnologia militar, fet que comportà la necessitat de canviar el model de fortificació. El 1939 les tropes republicanes el volgueren fer volar per protegir la seva retirada cap a França i només esclatà l'entrada que ha romàs així fins ara. Durant molts anys va servir com a plantació de xampinyons, fet que va provocar modificacions de l'interior.
Durant l'any 2009 es va portar a terme una intervenció arqueològica amb motiu del projecte de restauració del castell per tal de crear un centre internacional d'art contemporani. La intervenció es va localitzar als terrenys del sud-oest de l'entorn del castell i no es varen documentar restes materials o constructives d'interès arqueològic.
El juny de 2018 es va inaugurar el nou complex sota el nom comercial de La Fortalesa que incloïa, el museu DOR, un hotel, dos restaurants gestionats pel xef Jordi Cruz, i l'Espai Quim Hereu dedicat a l'obra del pintor català. Finalment al març de 2021, es coneix el tancament del complex La Fortanesa. i el trasllat del restaurant Atempo a Barcelona.
El juliol de 2022, el Celler de Can Roca informa que crearà un centre gastronòmic i cultural al Castell de Sant Julià de Ramis, anomenat Roca Sant Julià.